# 木曜・金曜散歩
木曜・金曜散歩（もくよう・きんようさんぽ）
本項目では、テレビ朝日で放送されている紀行番組シリーズ『散歩シリーズ』（『ちい散歩』〜『若大将のゆうゆう散歩』）2番組にまたがり、2010年〜2012年に行われていた週替わり企画についてまとめる。

## 対象番組
- 『ちい散歩』（2006年4月3日 - 2012年5月4日）：2010年4月1日 - 2012年4月19日、毎週木曜日。
2012年4月よりBS朝日でも2週遅れで放送していたが、地上波の本放送終了により5月17日で終了（土曜日の30分版は2012年6月で終了）。
- 『若大将のゆうゆう散歩』（2012年5月7日 - 2015年9月25日）：2012年5月11日 - 9月28日、毎週金曜日（第2部） ※関東ローカル

## 企画の趣旨
番組で本来散歩人を務める人（『ちい散歩』では地井武男（以下、地井）、『ゆうゆう散歩』では加山雄三（以下、加山））の散歩とは異なり、週1回（厳密に言えば週替わり、月1回）ペースでそれぞれ趣の異なる散歩企画を放送していた。『ちい散歩』中期の2010年4月1日より木曜日の企画として始まった。
『ちい散歩』ではスタジオで地井と矢島悠子（テレビ朝日アナウンサー。以下、矢島）がVTRを見ながらトークをする形式となっていた（画面右下にワイプを表示）。もちろんテロップ（書体、飾り等）やBGM、マップも地井の散歩と同じものを使っていた（企画によってはテロップやBGMが独自のものや、マップが表示されないものもあった）。
2012年初春に地井が健康を害したことにより、同年2月16日以降はスタジオトークを廃止しVTRのみとなり、萩野志保子（テレビ朝日アナウンサー。以下、萩野）によるナレーションに変更。なお同番組終了ならびに『ゆうゆう散歩』の開始に伴って金曜日の第2部へ移動し「金曜散歩」として引き継がれた。
『ゆうゆう散歩』では佐分千恵（テレビ朝日アナウンサー。以下、佐分）がナレーションを担当（ただし「宮嶋アナの元気が出る散歩」のみ田畑祐一（同。以下、田畑）が担当）したほか、テロップやBGM、マップも同番組に合わせて新調された（加山の歌うテーマ曲は、初代のテーマ曲だった「星の旅人」はインストゥルメンタル版を使用していたが、2代目の「逍遙歌〜そぞろ歩けば〜」はそのまま使用）。

### 企画の終了とその後
2012年10月の番組改編において『ゆうゆう散歩』は金曜日の放送時間が短縮（9:55 - 11:00 → 9:55 - 10:30に変更）となり全曜日の放送時間が統一され、9月28日を最後に全企画が終了。これにより、全曜日とも加山の散歩に特化した構成となった。
その後、番組開始時より加山の散歩の再編集版として金曜日に放送されてきた「特選散歩」が2013年10月25日の放送を以て終了。翌週放送分の事実上の予告編である「週末ゆうゆう散歩」を経て、2014年3月14日より、毎回ゲストが登場して趣味の世界を巡る「若大将の趣味さんぽ」が開始、およそ1年半ぶりに加山以外が散歩人を務める企画が復活。金曜日のみ加山が散歩しない形式となった。なお、同コーナーは2015年1月23日放送（ゲスト：生稲晃子）をもって終了、翌週から番組最終回までは加山の散歩の再編集版である「若大将のおすすめ散歩」が開始、番組は再び加山の散歩に特化した構成となった。

## 放送された企画

### 「東幹久のお江戸・浮世絵散歩」
- 散歩人：東幹久（俳優）
- 放送期間：2010年4月1日〜5月6日（月1回）

2010年4月に『ちい散歩』が放送5年目に突入するとともに、木曜日が週替わり体制となり、最初に行われた企画。
東幹久（以下、東）が浮世絵に描かれた現在に残る江戸の香りを求めて散歩する。2010年4月1日（テーマ：「折り詰め弁当」）と5月6日（テーマ：「和紙」）の2回だけ放送された。なお「折り詰め弁当」編では、久保田直子（テレビ朝日アナウンサー。以下、久保田）と一緒に散歩した。
わずか2回という短命に終わったが、その後は「東幹久のふれあい下町さんぽ」へ引き継がれた。

### 「ラッシャー板前の市場さんぽ」
- 散歩人：ラッシャー板前（タレント／たけし軍団）
- 放送期間：2010年4月8日〜2012年4月5日／2012年5月18日〜9月28日（月1回）

『ちい散歩』放送中の2010年4月より始まったコーナー。
2008年からレギュラー出演しているラッシャー板前（以下、ラッシャー）が、日本の食の原点と現在を見つめなおすべく、市場を見て歩く。徹底して「市場」にこだわり、市場で働く人々、卸売業者、買い出しに来る人などにスポットを当てる。
ロケ先ではラッシャーが倉庫や作業場を訪ねたり、試食を行うことも多かった。
『ちい散歩』時代は、テロップの飾りは独自のものを使用しており、四角表示の周りに野菜、肉、魚、花が描かれていたが、『ゆうゆう散歩』では、テロップの書体・飾りは番組基準のものを使用した。
『ちい散歩』では、放送のある週はラッシャーもオープニングから出演し、VTRを見ながらの解説とトークに参加していた。なお、末期はトークなしでVTRのみとなり、ナレーションは萩野が担当していた。
『ゆうゆう散歩』では佐分がナレーションを担当した。
上述の通り『ゆうゆう散歩』の金曜日の枠短縮により、2012年9月28日放送分が同企画ならびに「金曜散歩」の最終回となった。また、ラッシャーは10月以降「ゆうゆう散歩 いいものさがし」のみの出演（「いいものさがし ちい散歩くらぶ」時代から換算すると2年半ぶり）となり、2014年6月26日の放送を最後に散歩シリーズから卒業した。

### 「矢島&久保田アナの流行（はや）りもの散歩」
- 散歩人
  - 矢島悠子（テレビ朝日アナウンサー）
  - 久保田直子（テレビ朝日アナウンサー）
- 放送期間：2010年4月15日〜2012年4月12日（月1回）

『ちい散歩』放送中の2009年4月から1年間放送された「流行（はやり）もの散歩 矢島がいく」より改題。
企画がリニューアルすることに伴い、矢島と同期である久保田によるコンビとなった。前シリーズ同様、毎回1ヶ所のスポットを女性の目線から散歩し、そのエリアでの最新の流行を追う。
放送のある週は久保田もオープニングからスタジオに参加していた。なお、末期はVTRのみで久保田のスタジオ出演がなくなり、ナレーションは2人の先輩アナである萩野が担当していた。
なお『ゆうゆう散歩』に企画が引き継がれることなく終了、同時に久保田も降板。矢島は2012年5月の『ちい散歩』終了→『ゆうゆう散歩』開始とともに1か月間「ゆうゆう散歩 いいものさがし」コーナーのみを担当し、5月31日の放送を最後に散歩シリーズから卒業した。
2014年8月2日に放送された『若大将のゆうゆう散歩 サマースペシャル』にて2年ぶりに復活、「六本木 流行りもの散歩」と題してテレビ朝日本社のある六本木ヒルズ周辺の最新スポットを紹介した。この回では矢島と久保田ではなく、それぞれの2年先輩である市川寛子（テレビ朝日アナウンサー、当時）、同様に7年後輩である宇佐美佑果（同）のコンビが務め、加山も参加する形で行われた。

### 「土井善晴のおいしい散歩」
- 散歩人
  - 土井善晴（料理研究家兼フードプロデューサー。父は料理研究家の土井勝）
  - 矢島悠子（テレビ朝日アナウンサー）：『ちい散歩』
  - 市川寛子（テレビ朝日アナウンサー、当時）：『若大将のゆうゆう散歩』
- 放送期間：2010年4月22日〜2012年4月19日[6]／2012年5月25日〜9月14日（月1回）

土井善晴（以下、土井）と女性アナウンサーがおいしい食材や料理を求めて散歩する。コーナーのタイトル題字は土井本人によるもの。『ちい散歩』では矢島、『ゆうゆう散歩』では市川寛子（以下、市川）が土井のパートナーを務めた。なお『ちい散歩』では、土井はロケのみのためにスタジオには参加せず、矢島がVTRを見ながら解説した。
この企画は当初『ちい散歩』木曜日の不定期企画として、2008年秋に「土井善晴の食卓の美味しいおかず」の特別編として始まったもので、第1期は2008年11月6日「赤羽」、2009年1月15・22日「上野」、2009年3月5日「田端」の3編、計4回にわたって放送された。
第1期では、VTR冒頭で矢島が「駅前おやじギャグ」を言う（ただし「商店街散歩 生稲がいく」で生稲晃子（以下、生稲）が披露したショートコントは入らない）ほか、土井がすべり台を滑るのがお約束になっていた。なお「駅前おやじギャグ」自体は「ちい散歩くらぶ」の後期から披露しており、生稲よりも早い。
第1期ではVTR終了後に「土井善晴の食卓の美味しいおかず」に変わり土井が散歩で紹介した食材を使った料理を披露した後、スタジオで矢島がこの料理を作り地井と生稲が試食をした。また、上野編（後編）では「土井善晴の食卓の美味しいおかず」に変わったものの、散歩で紹介した食材は使われず矢島の料理は披露されなかった（前編では披露されていた）。
2009年4月改編で『おかずのクッキング』の金曜日11:00枠（関東地区）への移動に伴い、企画は一旦終了したが、2010年4月の木曜日の内容リニューアルに伴って、1年ぶりに再開となった。
『ちい散歩』時代の第2期より、矢島の「駅前おやじギャグ」や、土井がすべり台を滑るシーンがなくなった。また、VTR終了後の料理の紹介もなくなり、スタジオトークに変更された。『ちい散歩』末期には萩野によるナレーションに変更となった。
『ゆうゆう散歩』開始とともにパートナーが市川に交代した後は、コーナー冒頭のVTRも土井と矢島が散歩するシーンが土井と市川が散歩しているシーンに変更され、ナレーションも市川の3年先輩にあたる佐分の担当となった。
テロップの書体・飾り及びマップ表示は番組基準のものを使用していたが、『ゆうゆう散歩』への引き継ぎ後、テロップの飾り表示のみ『ちい散歩』時代の物を継続して使用した。
2012年10月改編で『おかずのクッキング』の放送枠が土曜日5:25（関東地区）へ移動、また金曜日の番組本体枠短縮に伴い、同企画は2008年の初回から換算し丸4年の歴史に幕。土井、市川ともに番組から降板となった。

### 「東幹久のふれあい下町さんぽ」
- 散歩人：東幹久
- 放送期間：2010年6月24日〜2012年3月15日／2012年5月11日〜9月21日（月1回）

『ちい散歩』放送中の2010年4月から2回だけ放送された「東幹久のお江戸・浮世絵散歩」から継承。
「大人の男」を目指す東が、古き良き東京の下町を散歩し、現在に残る「下町の香り」を探し求める。工房やそこで働く職人、下町の味などに焦点を当てていく。『ちい散歩』では、東はロケのみためにスタジオには参加せず、矢島がVTRを見ながら解説した。
コーナーの冒頭ではセピア色の下町の情景、渋谷の夜景の映像とともに、アナウンサーのナレーションが入る形で始まる。このナレーションで「渋谷生まれの渋谷育ち」と紹介している通り、東は渋谷区出身である。
『ちい散歩』時代中期以降は、番組スタッフの石橋成哲と東のやりとりが度々行われた。
テロップの書体・飾り及びマップ表示は番組基準のものを使用していた。なお『ゆうゆう散歩』時代のマップは「あずまっぷ」と称して表示していた。また『ちい散歩』時代末期よりVTR終了時に「東幹久のふれあい下町さんぽ 次回お楽しみに」のテロップを表示するようになった。
記念すべき第1回は2010年6月24日放送の「江戸川区鹿骨」編であった。
『ゆうゆう散歩』の開始と同時に「金曜散歩」で最初に行われた企画でもあり、リニューアル初回は2012年5月11日の「台東区鶯谷」編だが、当初は『ちい散歩』の中での放送を予定していたものの、編成上の関係で変更となり、引き継ぎによりテロップ・BGM・ナレーションなどのアレンジが変更された。
2012年9月21日の「六本木」編が最終回となり、同時に東が番組本体から降板となった。

### 「宮嶋アナの元気が出る散歩」
- 散歩人：宮嶋泰子（テレビ朝日アナウンサー〈当時〉、現・スポーツコメンテーター）
- 放送期間：2012年6月8日〜9月7日（月1回、全4回）

『ゆうゆう散歩』が開始して間もない2012年6月より始まったコーナー。
当時のテレビ朝日女性アナウンサー最古参で、女性スポーツキャスターの先駆者である宮嶋泰子（以下、宮嶋）が、スポーツに縁のある場所を訪ね、スポーツで元気な人々と触れ合いながら文字通り「元気が出る」散歩を伝える。
宮嶋はこの企画について「スポーツの楽しさ、大切さ、日常の中で体を動かす方法があることを伝えていきたい」と意気込みを語った。
本企画ではシニアサッカー（2012年6月8日）、タグラグビー（7月6日）、ノルディックウォーキング（8月3日）、バドミントントリプルス（9月7日）の4つを取り上げた。
「矢島&久保田アナの流行りもの散歩」の事実上の後継企画であり、『ゆうゆう散歩』になってからは初のオリジナル企画であった。またマップは「かやまっぷ」と同じものを使用し「みやじまっぷ」と称して表示していた。
宮嶋がバラエティー番組に出演するのは、『23時ショー』（第2期、1977年）以来34年振りとなった。
ナレーションは宮嶋の7年後輩であり、同じスポーツアナウンサーである田畑が担当していた。
2010年10月改編で金曜日の枠短縮によりコーナーは終了、4回という最短命に終わった。